# Gregor Jelonek
Gregor Jelonek (* 16. September 1968 in Montreal) ist ein ehemaliger kanadischer Eisschnellläufer.
Jelonek trat international erstmals bei den Juniorenweltmeisterschaften 1986 in Québec in Erscheinung, wobei er den 20. Platz im Kleinen Vierkampf errang. In den folgenden Jahren belegte er bei den Juniorenweltmeisterschaften 1987 in Strömsund erneut den 20. Platz im Kleinen Vierkampf, bei den Olympischen Winterspielen 1988 in Calgary den 23. Rang über 1500 m und bei der Mehrkampfweltmeisterschaft 1989 in Oslo den 25. Platz im Großen Vierkampf. Zudem nahm er von 1989 bis 1990 an 17 Läufen im Eisschnelllauf-Weltcup teil und erreichte dabei im Februar 1990 in Innsbruck sowie im März 1990 in Helsinki mit dem 14. Platz über 1500 m seine beste Platzierung in dieser Rennserie. Bei den Master-Weltmeisterschaften 2001 in Québec gewann dort die Silbermedaille im Kleinen Vierkampf. Nach seiner Karriere wurde er zunächst Trainer der kanadischen Juniorennationalmannschaft im Eisschnelllauf und im Jahr 2002 Trainer der kanadischen Eisschnelllaufnationalmannschaft.

## Persönliche Bestleistungen
| Disziplin | Zeit         | Datum             | Ort        |
| --------- | ------------ | ----------------- | ---------- |
| 500 m     | 37,53 s      | 17. Dezember 1993 | Calgary    |
| 1000 m    | 1:14,44 min  | 17. Dezember 1993 | Calgary    |
| 1500 m    | 1:55,51 min  | 5. März 1993      | Calgary    |
| 3000 m    | 4:24,90 min  | 22. Februar 1987  | Heerenveen |
| 5000 m    | 7:08,51 min  | 28. Januar 1989   | Calgary    |
| 10.000 m  | 15:19,55 min | 31. Dezember 1987 | Calgary    |